# Montañas Helan
Las montañas Helan (en chino, 贺兰; pinyin, Hèlán de la voz turca para "caballo") también conocidas por su nombre mongol Alxa (en mongol: Алшаа, romanizado: Alšaa, lit. 'tierra colorida' ; en chino, 阿拉善; pinyin, Ā'Lshàn) es una cordillera aislada de montañas desérticas de la República Popular China que forman la frontera entre la Liga Alxa de Mongolia Interior y Ningxia. La cordillera corre en dirección N-S, paralela al río Amarillo que discurre hacia el norte en la sección del bucle de Ordos. El río está en su mayoría al este de las montañas, pero en el norte las cruza por una importante garganta para luego ir hacia el oeste, donde se encuentra un desierto severo. Al este se encuentra una zona de regadío con las ciudades de Yinchuan y Shizuishan.
La cadena de montañas tiene una longitud, en dirección N-S, de unos 270 km y una anchura de 15 a 50 km, con un promedio de 2.000 m (el río Amarillo está aquí a unos 1.100 m). Su pico más alto tiene 3.556 m.
Es una región semidesértica que consiste en valles y montañas bajas y que se encuentra entre la meseta tibetana en el sur y el desierto del Gobi al norte. Hay cordales de montañas que en algunos casos llegan hasta los 2000 y 2500 m s. n. m., mientras las partes planas raramente ascienden a más de 1000 y 1500 m s. n. m. Está limitada: por las montañas Qilian y la meseta tibetana, en el suroeste; al norte, en la parte sur de Mongolia, llega hasta el desierto de Gobi y el macizo de Altái, que separan el desierto de las praderas y la taiga siberiana.
El clima es árido. Un poco de lluvia en verano pone al desierto verde. Hay abundante vida animal de asnos salvajes, antílopes, leopardos, osos marrones entre otros, también hay reptiles y algunos pequeños mamíferos. El parque nacional del Gran Gobi al sur de Mongolia ha sido nominado como Reserva de la biosfera.
En 1982, la montaña fue catalogado como una reserva natural a nivel estatal.

## Industria emergente del vino
Con la creciente popularidad de los vinos de Ningxia, las autoridades chinas han dado su aprobación al desarrollo de la base oriental de las montañas Helan como un área adecuada para la producción de vino. Varias grandes empresas vitivinícolas chinas, incluyendo Vino Changyu y Vino Dinastía han comenzado a desarrollarse en la región occidental de la provincia. Juntas, poseen unas 20.000 hectáreas de tierras para plantaciones vitícolas y Dinastía ha invertido en arar más de 100 millones de yuanes en Ningxia. Además, la mayor compañía petrolera china, China Petroleum and Chemical Corporation ha fundado una plantación de uva cerca de las montañas Helan. La compañía de electrodomésticos Midea también ha comenzado a participar en la industria del vino de Ningxia.

## Galería

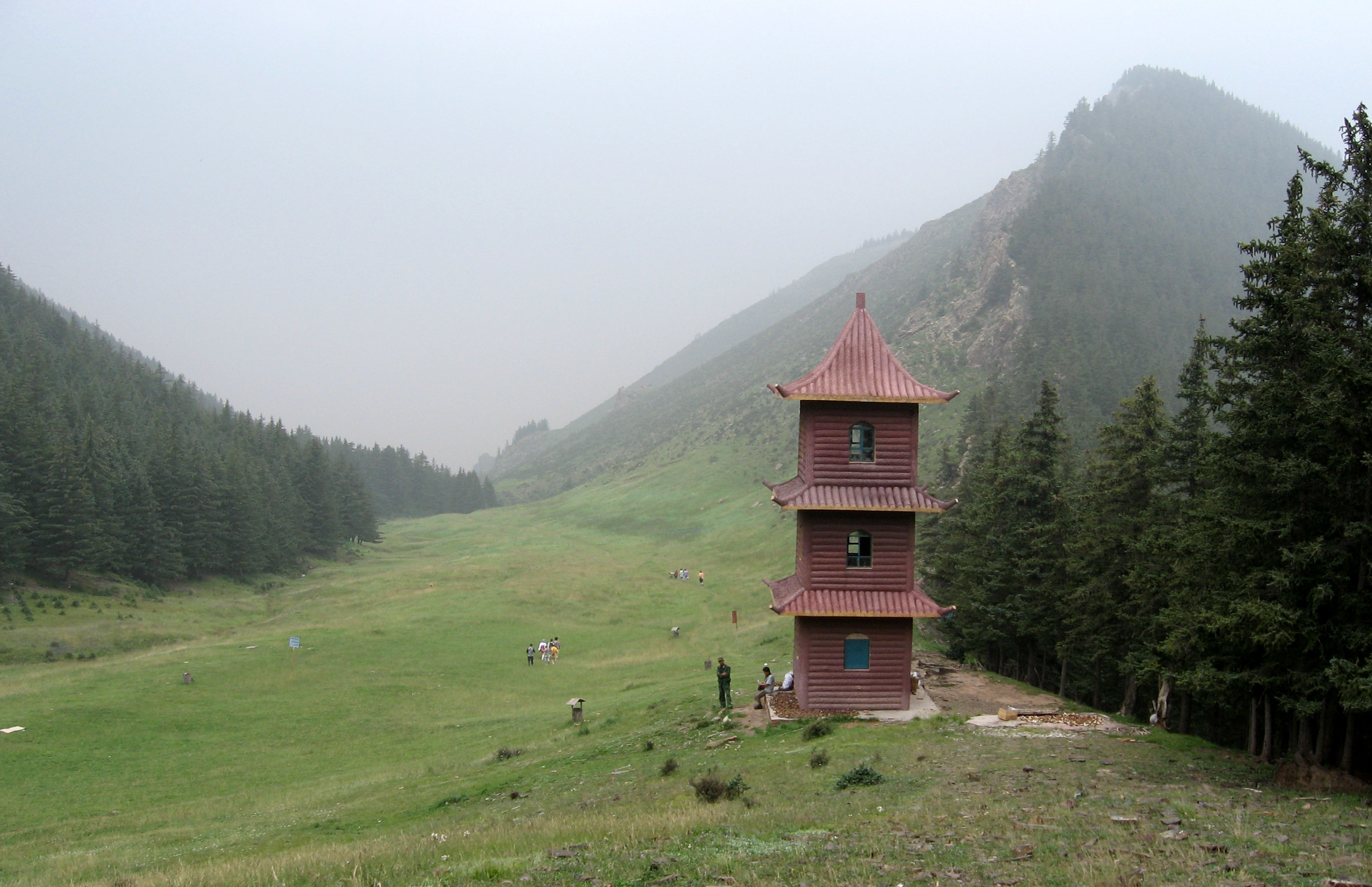
Las partes altas de bosques y praderas
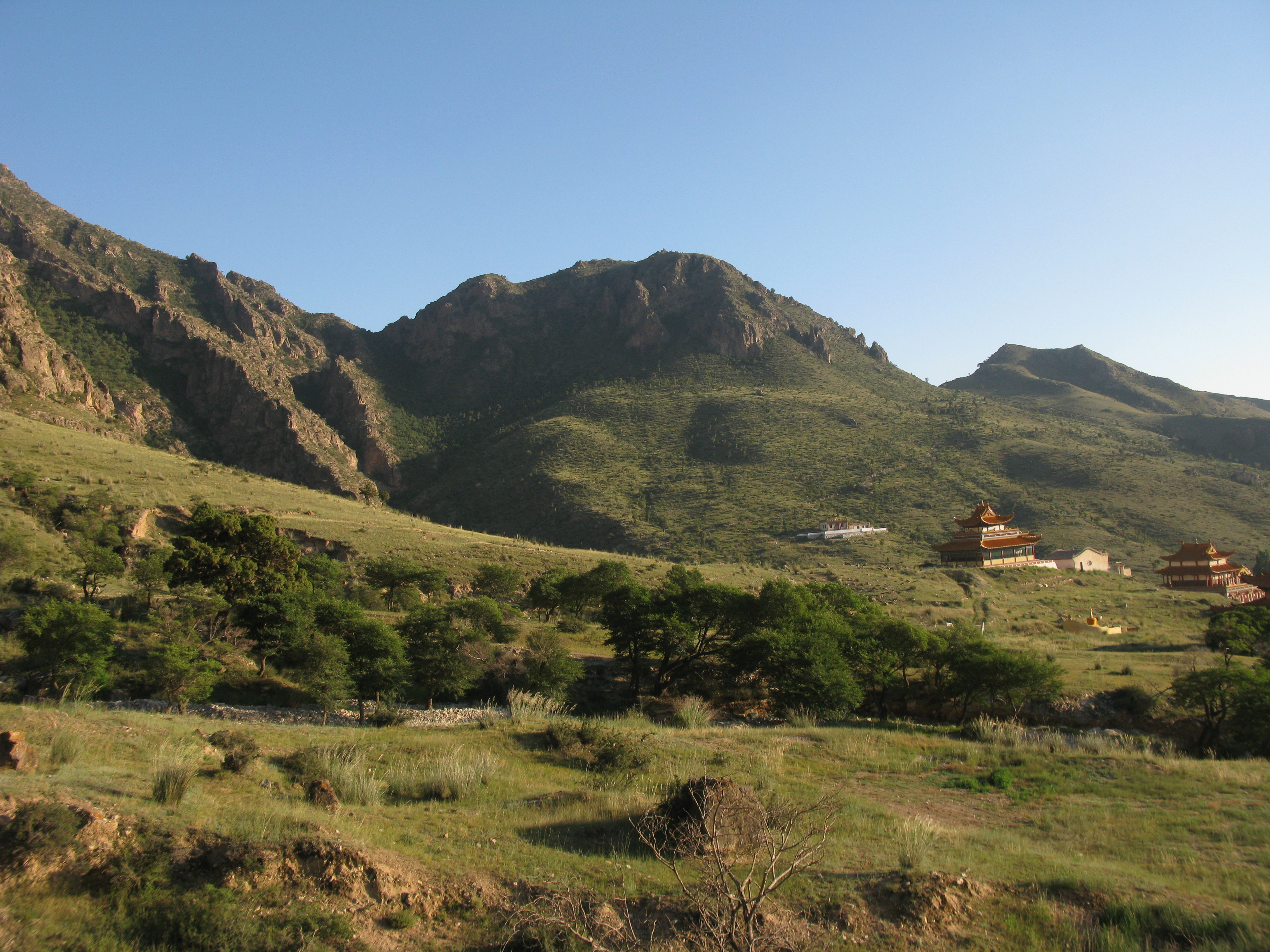
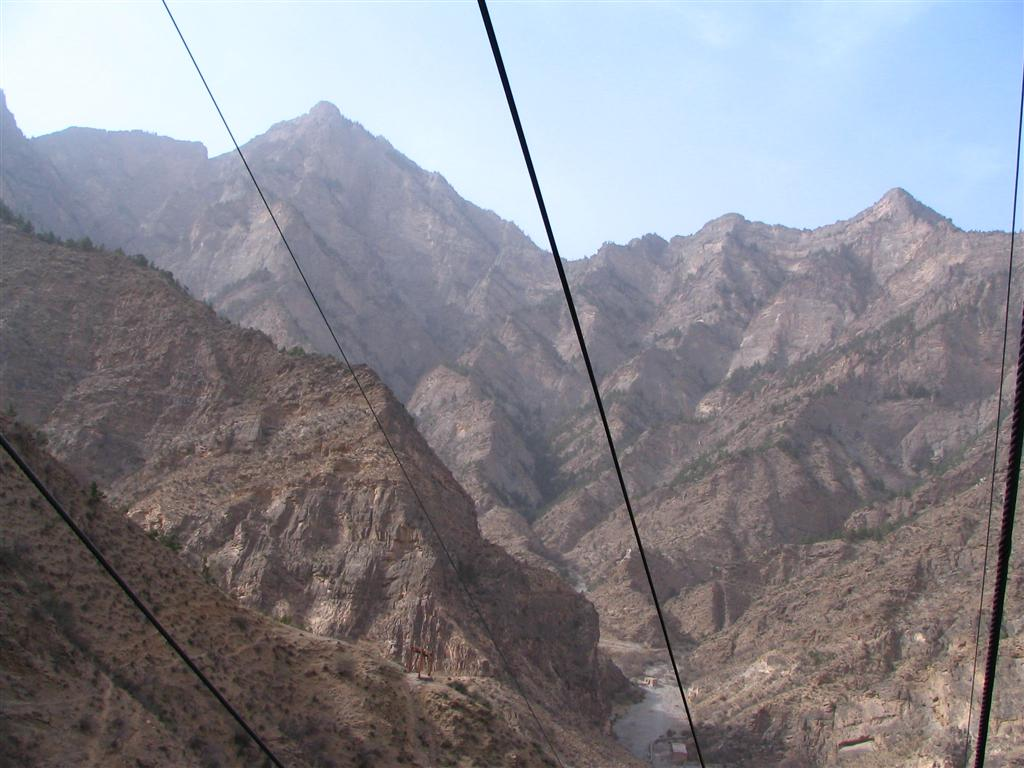
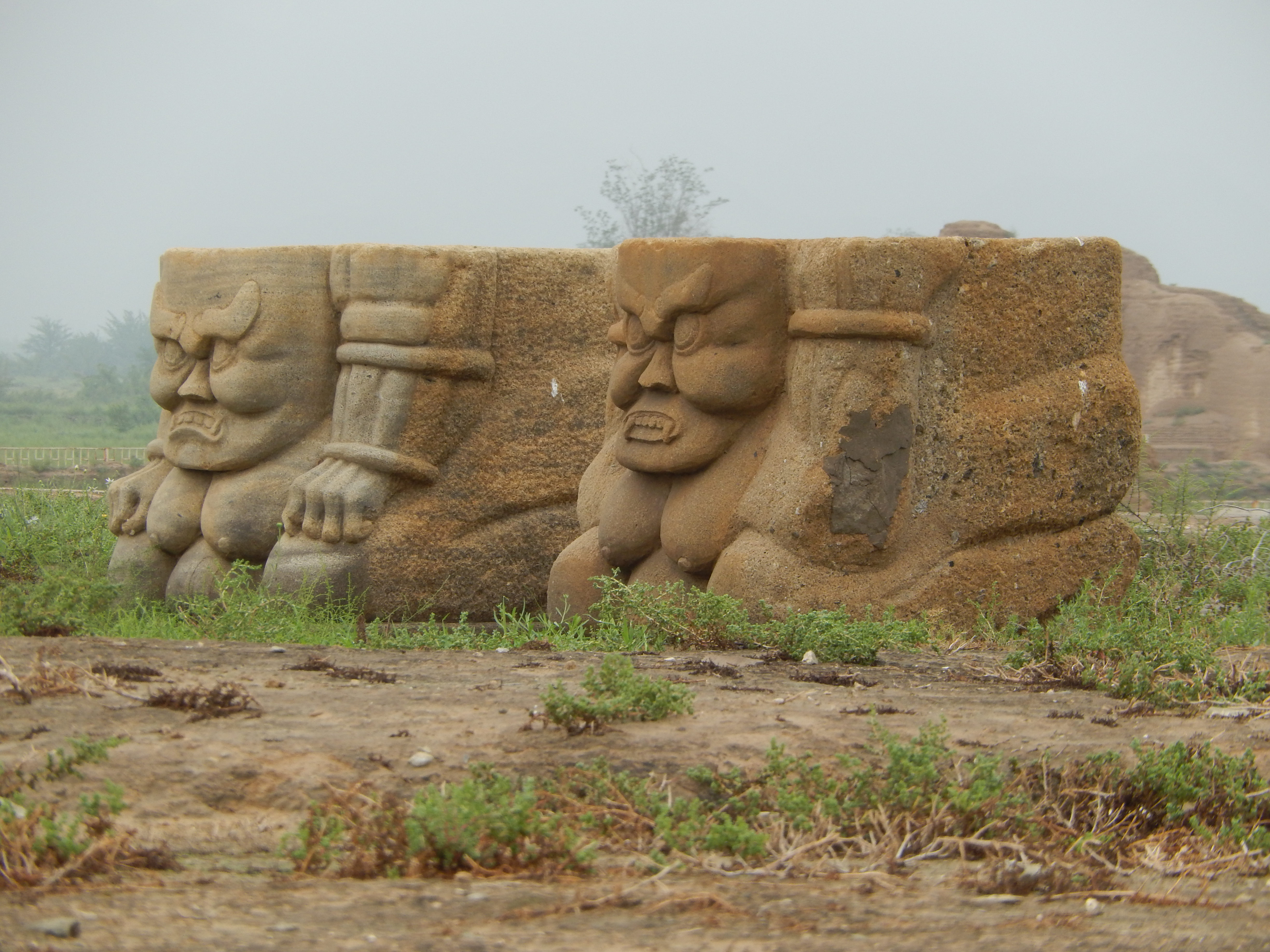
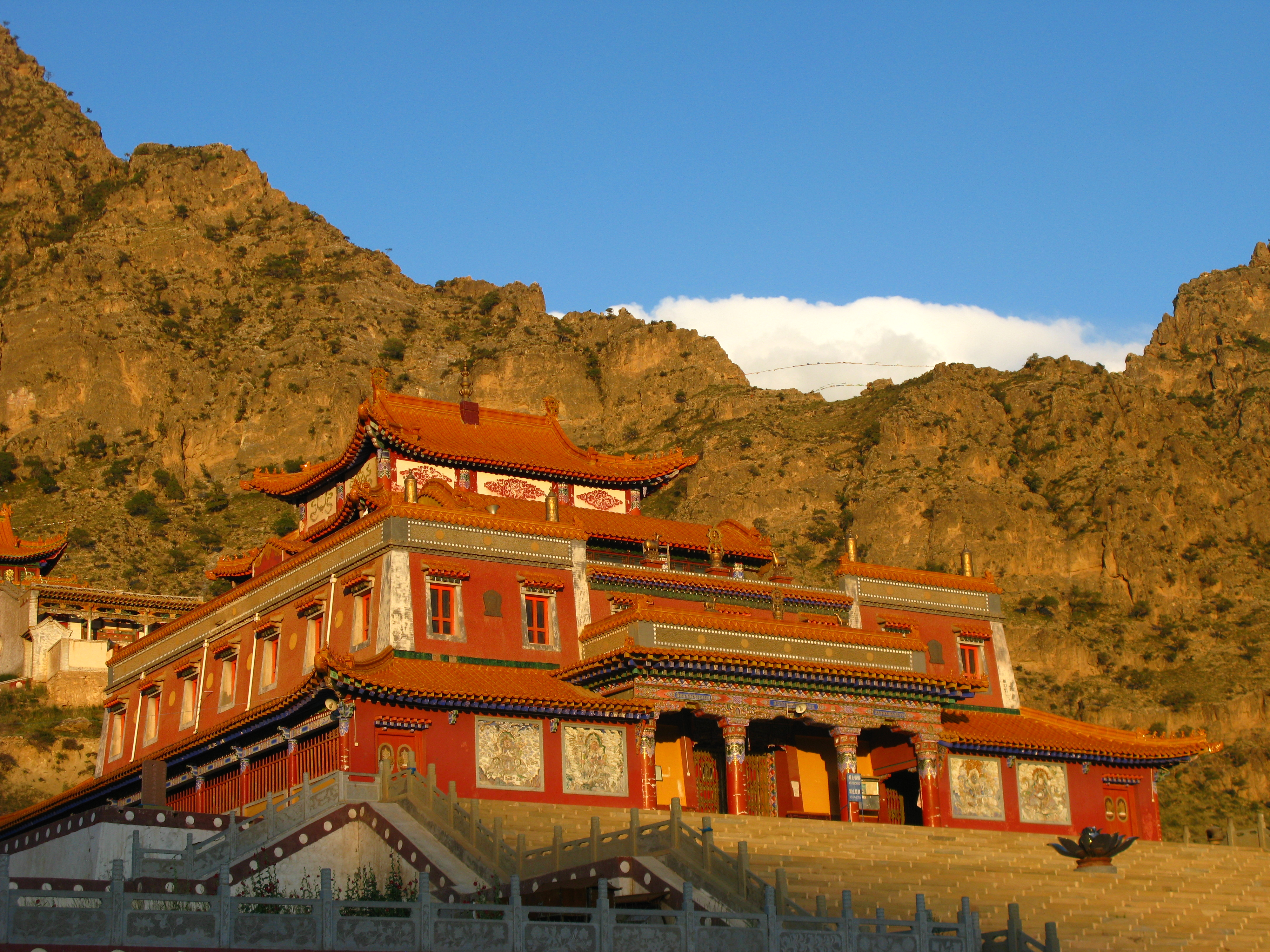